# 第三十三届超级碗
第三十三届超级碗（Super Bowl XXXIII）是美国国家橄榄球联盟1998赛季的总决赛，由美联冠军丹佛野马队对阵国联冠军亚特兰大猎鹰队。比赛于1999年1月31日在迈阿密的永明体育场举行。
最终，丹佛野马队以34-19战胜亚特兰大猎鹰队，第二次夺得超级碗冠军。四分卫约翰·艾尔威（John Elway）获得最有价值球员称号。